# 费代里科·切萨拉诺
费代里科·切萨拉诺（義大利語：Federico Cesarano，1886年7月5日—1969年1月22日），意大利击剑、射击运动员。他曾代表意大利参加1920年夏季奥林匹克运动会击剑比赛和1924年夏季奥林匹克运动会射击比赛。